# Pyrostegia
Pyrostegia es un género con 17 especies de enredaderas pertenecientes a la familia Bignoniaceae. Naturales de Brasil, Paraguay, Bolivia, Argentina y Uruguay.

## Descripción
Son enredaderas trepadoras perennes con tallos leñosos que alcanza los 4-6 metros de longitud. Las hojas son trifoliadas con textura coriácea. Tiene flores tubulares de 4-6 cm de longitud. El fruto es lineal de hasta 30 cm de largo. Florece en invierno cuando otras plantas declinan.

## Taxonomía
El género fue descrito por Karel Presl  y publicado en Abhandlungen der Königlichen Böhmischen Gesellschaft der Wissenschaften, ser. 5 3: 523. 1845. La especie tipo es: Pyrostegia ignea

## Especies
- Pyrostegia millingtonioides Sandwith
- Pyrostegia venusta (Ker Gawl.) Miers